# Tore Uppström
Tore Ingvar Uppström, född 8 december 1937 i Brännkyrka, död 8 juni 2006 i Stockholms domkyrkoförsamling, var en svensk pianist, tonsättare och författare.
Uppström studerade vid Kungliga musikhögskolan i Stockholm, från 1959 till 1963 och vid Musikakademin i Wien från 1963 till 1964. Han har bland annat studerat för Greta Erikson. Han har turnerat i Sverige och utomlands, genomfört cirka 300 konserter och har något hundratal gånger medverkat i radioproduktioner. Han har arbetat som musiklärare, har varit ordförande för Svenska tonkonstnärsförbundet. Han var en av initiativtagarna till Föreningen Musikcentrum 1970 och dess konsult 1973-85. Medarbetare i Aftonbladets kulturredaktion, kritik, radioserier (bl.a. intervjuer med kapellmästare Tor Mann och kompositör Anders Österling).
Uppström publicerade 1973 boken Pianister i Sverige, en översikt baserad på en serie föreläsningar i Sveriges radio över pianomusikens historia i Sverige från slutet av 1700-talet till mitten av 1900-talet. En annan bok, Spelrummet Sverige. En ordbok om 1900-talets artister, trender och motbilder. Om Svenska tonkonstnärsförbundet i tiden publicerades 1997. Uppström har också publicerat ett antal artiklar för periodiska tidskrifter. Har som skriftställare också medverkat i antologier, bl.a. 12 kapitel om Dag Wirén (1995).
Tore Uppström fick Gunnar och Judith de Frumeries stipendium år 2005 för att ha befrämjat svensk tonkonst, i första hand Gunnar de Frumeries verk.
Komponerandet, som var sporadiskt, startade under studieåren vid Musikkonservatoriet i Stockholm och består i huvudsak av kammarmusik och pianominiatyrer, t.ex. två pianotrior, två stråkkvartetter och pianosamlingarna Vinjetter, fyra pianostycken, Krumelurer m.m. 
Han publicerade också en edition av Dag Wiréns andra symfoni (2000). Tore Uppström är gravsatt i Högalids kolumbarium i Stockholm.

## Verkförteckning
- Vinjetter för piano  (1977/96)
- Pianotrio nr 1   (1987)
- Movement,  tre satser för stråkkvartett  (1993/98)
- Till minne, en orgelkoral i Allhelgonatid  (1997)
- Konsertant svit  för liten orkester  (1997)